# Lista chorążych reprezentacji Ghany na igrzyskach olimpijskich
Lista chorążych reprezentacji Ghany na igrzyskach olimpijskich – lista zawodników i zawodniczek reprezentacji Ghany, którzy podczas ceremonii otwarcia nowożytnych igrzysk olimpijskich nieśli flagę Ghany.

## Chronologiczna lista chorążych
| Lp. | Rok i miejsce        | Chorąży                  | Dyscyplina            |
| --- | -------------------- | ------------------------ | --------------------- |
| 1   | 1952, Helsinki       | b.d.                     |                       |
| 2   | 1960, Rzym           | b.d.                     |                       |
| 3   | 1964, Tokio          | b.d.                     |                       |
| 4   | 1968, Meksyk         | b.d.                     |                       |
| 5   | 1972, Monachium      | Sam Bugri                | Lekkoatletyka         |
| 6   | 1984, Los Angeles    | Makarios Djan            | Lekkoatletyka         |
| 7   | 1988, Seul           | John Myles-Mills         | Lekkoatletyka         |
| 8   | 1992, Barcelona      | b.d.                     |                       |
| 9   | 1996, Atlanta        | Moro Tijani              |                       |
| 10  | 2000, Sydney         | Kennedy Osei             | Lekkoatletyka         |
| 11  | 2004, Ateny          | Andrew Owusu             | Lekkoatletyka         |
| 12  | 2008, Pekin          | Vida Anim                | Lekkoatletyka         |
| 13  | 2010, Vancouver      | Kwame Nkrumah-Acheampong | Narciarstwo alpejskie |
| 14  | 2012, Londyn         | Maxwell Amponsah         | Boks                  |
| 15  | 2016, Rio de Janeiro | Flings Owusu-Agyapong    | Lekkoatletyka         |
| 16  | 2018, Pjongczang     | Akwasi Frimpong          | Skeleton              |
| 17  | 2020, Tokio          | Nadia Eke                | Lekkoatletyka         |
| 17  | 2020, Tokio          | Sulemanu Tetteh          | Boks                  |